# Нитроэтан
Нитроэтан — органическое вещество, маслянистая жидкость.

## Получение
В промышленности нитроэтан получают нитрованием пропана азотной кислотой в газовой фазе при атмосферном давлении и температуре 390—480 ℃. Благодаря пиролизу углеводородных радикалов происходит образование нитроалканов с числом атомов меньшим, чем у исходного пропана. Полученная смесь содержит 1-нитропропан, 2-нитропропан, нитроэтан и нитрометан. Кроме того образуются продукты окисления углеводорода и нитроалканов. Разделение смеси осуществляется фракционной перегонкой.
В лабораторных условиях нитроэтан можно получать реакцией бромэтана с нитритом натрия в диметилформамиде
{\displaystyle {\mathsf {CH_{3}CH_{2}Br+NaNO_{2}\rightarrow CH_{3}CH_{2}NO_{2}+NaBr}}}

## Применение
Нитроэтан используется в органическом синтезе и в качестве растворителя.

## Правовой статус
Постановлением правительства Российской Федерации от 9 апреля 2015 года № 328 внесён в перечень наркотических средств, психотропных веществ и их прекурсоров в концентрации 40 процентов или более.